# Dipoena anas
Espèce
Synonymes
- Dipoena barro Levi, 1963

Dipoena anas est une espèce d'araignées aranéomorphes de la famille des Theridiidae.

## Distribution
Cette espèce se rencontre au Panama et en Colombie.

## Description
Le mâle holotype mesure 1,7 mm et la femelle 1,3 mm.

## Taxinomie
Levi en 1963 a décrit le mâle et la femelle sous deux noms différents car découverts séparément, Müller et Heimer en 1991 les ont placées en synonymie.

## Publication originale
- Levi, 1963 : American spiders of the genera Audifia, Euryopis and Dipoena (Araneae: Theridiidae). Bulletin of the Museum of Comparative Zoology, vol. 129, no 2, p. 121-185 (texte intégral).